# Plumariidae
Plumariidae (лат.) — осы подотряда стебельчатобрюхие отряда перепончатокрылые насекомые.

## Распространение
Аридные и семиаридные места в Южной Америке (от Эквадора до Чили и Аргентины; Maplurius, Mapluroides, Plumarius, Plumaroides) и Южная Африка (ЮАР, Намибия, Зимбабве, Myrmecopterina, Myrmecopterinella).

## Синонимы
Archihymenidae  Enderlein, 1918. Типовой род: Archihymen  Enderlein, 1918

## Описание
Осы мелких и средних размеров. О биологии ос Plumariidae ничего не известно, но, вероятно, они являются паразитоидами. У самцов нитевидные усики примерно такой же длины, как и тело, покрытые длинными торчащими волосками. Знания о Plumariidae основаны в основном на описаниях самцов, поскольку самки собираются редко (известны у Plumarius). Половой диморфизм крайне выражен. Морфология бескрылых самок, имеющих сжатое и сильно склеротизированное тело и колючие копательные ноги, указывает на подземный образ жизни. Самок иногда находят под камнями. Самцы крылаты, их часто собирают ночью на световые ловушки, но днем они исчезают, и о месте их обитания ничего не известно.

## Классификация
- Maplurius Roig-Alsina, 1994
- Mapluroides  Diez, Fidalgo & Roig-Alsina, 2007
  - Mapluroides ogloblini  Diez, Fidalgo & Roig-Alsina, 2007
- Myrmecopterina  Bischoff, 1914 (=Archihymen  Enderlein, 1918)
  - Myrmecopterina filicornis  Bischoff, 1914
  - Myrmecopterina minor  Brues, 1924
  - Myrmecopterina priscus  (Enderlein, 1918); (=Archihymen priscus  Enderlein, 1918)
- Myrmecopterinella  Day, 1977
  - Myrmecopterinella okahandja  Day, 1977
  - Myrmecopterinella okahandja  Day, 1977
- Plumarius  Philippi, 1873 (=Konowiella  André, 1909)
- Plumaroides  Brothers, 1974
  - Plumaroides andalgalensis  Brothers, 1974
  - Plumaroides andalgalensis  Brothers, 1974
  - Plumaroides brothersi  Diez & Roig-Alsina, 2008
  - Plumaroides tiphlus  Diez, 2008